# Zündverzug

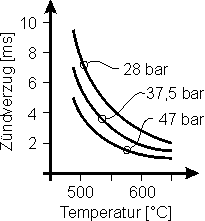
Zündverzug beim Dieselmotor, angegeben für eine Cetanzahl ~56

Als Zündverzug versteht man die Zeit von Einspritzbeginn in den Zylinder eines Motors bis zum tatsächlichen Brennbeginn des Luft-Kraftstoff-Gemischs.
Speziell bei Dieselmotoren ist der Zündverzug als drehzahlbegrenzendes Merkmal bekannt, da die Verbrennung nicht sofort mit der Einspritzung einsetzt. Die maximale Drehzahl ist dadurch für Viertaktdieselmotoren auf etwa 5500 min−1 begrenzt.
Der Zündverzug hat zwei zeitliche Komponenten:
- Der physikalische Zündverzug beschreibt die Zeit, die bei der Vermischung des Kraftstoffs mit der Luft vergeht.
- Der chemische Zündverzug ist durch Erwärmung des Kraftstoffs und chemische Vorreaktionen bis zur Selbstzündung gekennzeichnet.

Der Zündverzug hängt von verschiedenen Faktoren ab:
- die Zündwilligkeit des Kraftstoffs, die durch die Cetanzahl beschrieben wird,
- die Temperatur im Brennraum,
- der Druck im Brennraum und
- die Art der Gemischbildung, die beispielsweise durch die Düse (Verteilung der Tröpfchengröße im Kraftstoffstrahl) oder die Luftführung (z. B. Schirmventile im Einlass, tangentiale Strömungskanäle, Form des Kolbenbodens) beeinflusst werden kann.

Bei Dieselmotoren ist ein möglichst geringer Zündverzug erwünscht, auch damit die zum Zündzeitpunkt im Brennraum vorhandene Kraftstoffmenge nicht zu groß ist, was einen rauen Motorlauf ergäbe (sog. Nageln). Bei Ottomotoren sollte der Kraftstoff möglichst zündunwillig sein, um klopfende Verbrennung zu vermeiden.